# Great Fall
Great Fall är ett vattenfall i Guyana. Det ligger i regionen Cuyuni-Mazaruni, i den västra delen av landet i floden Oshi. Great Fall ligger 935 meter över havet.
Terrängen runt Great Fall är kuperad åt nordväst, men åt sydost är den platt. I omgivningarna runt Great Fall växer i huvudsak städsegrön lövskog.